# 高屋法子
高屋法子（1962年3月14日—）是出生於東京都的女性動畫師，並擅長動畫畫面中的「Harmony處理」，是一種讓畫中角色與背景搭配能一致性的方法。

## 經歷
1983年進入Mecaman設計事務所工作。之後首次參與劇院動畫作品為宮崎駿1984年的《風之谷》，在團隊中負責畫面的Harmony處理。
隨後隔年宮崎駿成立吉卜力工作室，高屋法子亦成為此工作室的初期成員之一，並參與吉卜力首次作品《天空之城》及往後的《魔女宅急便》、《兒時的點點滴滴》、《紅豬》等作品。
在製作完《紅豬》後，曾暫時離開動畫產業，後應宮崎駿之邀，參加三鷹之森吉卜力美術館預備在2002年至2004年期間的「天空之城暨幻想科學機械展」展覽中需上映用的短篇動畫《空想的飛行機械們》和《空想的機械們裡破壞的發明》等等的製作，再次進入動畫產業。
除吉卜力的多部作品之外，高屋亦任過大友克洋的《阿基拉》、細田守的《夏日大作戰》等知名作品的Harmony處理。
動畫勇往直前裡面的女主角是以高屋法子的名字為名字，她也同時擔任了這部作品的Harmony效果。

## 參與作品

### 劇場動畫
- 風之谷（1984年）：畫面Harmony效果
- 搞怪拍檔（1985年）：背景
- 天空之城（1986年）：畫面Harmony效果
- 王立宇宙軍（1987年）：畫面Harmony效果
- 阿基拉（1988年）：特殊背景效果
- 魔女宅急便（1989年）：畫面Harmony效果
- 兒時的點點滴滴（1991年）：畫面Harmony效果
- 紅豬（1992年）：畫面Harmony處理
- 霍爾的移動城堡（2004年）：畫面Harmony效果
- 夏日大作戰（2009年）：畫面Harmony效果
- 借物少女艾莉緹（2010年）：畫面Harmony效果
- 風起（2013年）：畫面Harmony效果
- 回憶中的瑪妮（2014年）：畫面Harmony效果
- 怪物的孩子（2015年）

### 短篇動畫
- 空想的飛行機械們（2002年）：畫面Harmony效果
- 空想的機械們裡破壞的發明（2002年）：畫面Harmony效果

### OVA動畫
- 宇宙战争DALLOS（1983年）：背景助理
- 火鳥（1987年）：背景
- 勇往直前（1988年）：畫面Harmony效果

### 書籍
- 獸之奏者（2009年）：繪製講談社發行的文庫版書籍封面

## 其它
- 高屋法子參與製作的1988年動畫《勇往直前》中，作品裡的女主角採用了她本人的名字。
- 個人所嫁的丈夫為電影導演樋口真嗣。
- 在吉卜力工作室與另一名女性作畫監督賀川愛被視為是一對漫才組合，而高屋像是組合當中負責裝傻（ボケ）的角色。[3]

## 外部連結
- （日語）高屋法子在讀賣新聞上的訪談 （页面存档备份，存于）